# Relusjärvi
Relusjärvi är en sjö i kommunen Kouvola i landskapet Kymmenedalen i Finland. Sjön ligger 78,8 meter över havet. Arean är 41 hektar och strandlinjen är 4,13 kilometer lång. Sjön  ingår i Kymmene älvs huvudavrinningsområde.   Den ligger omkring 72 km norr om Kotka och omkring 130 km nordöst om Helsingfors. 